# Luke Newberry
Luke Newberry (19 februari 1990) is een Engelse acteur. Hij is vooral bekend om zijn hoofdrol in de tv-dramaserie In the Flesh (2013–2014), die hem een BAFTA TV Award-nominatie opleverde.

## Jeugd
Newberry werd geboren in Exeter, Devon. Hij heeft twee oudere zussen. Hij ging naar het Exeter College, waar hij filmmaken, beeldende kunst en Engelse literatuur studeerde en de hoofdrol speelde in een universiteitsproductie van Hamlet. Op achttienjarige leeftijd ging hij naar de prestigieuze Bristol Old Vic Theatre School, waar hij een studie acteren volgde, en slaagde in 2011.

## Carrière
Newberry werd eerst getekend met een agent van zeven jaar. Op 11-jarige leeftijd speelde hij de rol van Anthony in de film The Heart of Me . In 2010 werd Newberry gecast om Teddy Lupin te spelen in Harry Potter and the Deathly Hallows - Deel 2, maar werd gesneden uit de laatste film. Hij speelde op het podium en speelde Haemon in Sophocles ' Antigone in het National Theatre . In 2015 speelde Newberry de hoofdrol van Gabe in Teddy Ferrara in het Donmar Warehouse.
In 2013 speelde Newberry de hoofdrol in de BBC Three bovennatuurlijke drama-serie In the Flesh. Hij werd genomineerd voor de BAFTA TV Award voor beste acteur voor de 1e serie in 2014 en 2e serie werd in hetzelfde jaar op BBC Three uitgezonden. Newberry werd ook genomineerd voor Beste Acteur op de RTS Awards 2014.
In 2013 was Newberry een van Stars of Tomorrow van Screen International. Hij speelt de hoofdrol in de aankomende film Dusty and Me.

## Liefdadigheidswerk
Newberry is een aanhanger van de feministische campagne HeForShe.

## Werken

### Film
| Jaar | Titel                                         | Rol               | Opmerkingen          |
| ---- | --------------------------------------------- | ----------------- | -------------------- |
| 1997 | Alone                                         | Jason             |                      |
| 2000 | Thin Ice                                      | Charlie           | Televisiefilm        |
| 2002 | The Heart of Me                               | Anthony           |                      |
| 2008 | It´s Better Now                               | Tom               |                      |
| 2011 | Harry Potter and the Deathly Hallows - Deel 2 | Teddy Lupin       | Scènes eruit geknipt |
| 2012 | All Men's Dead                                | William           |                      |
| 2012 | 8 Minutes Idle                                | Jonno             |                      |
| 2012 | Eradicate                                     | Youngest Son      |                      |
| 2012 | Anna Karenina                                 | Vasily Lukich     |                      |
| 2012 | Quartet                                       | Simon             |                      |
| 2013 | Dance for me                                  | Rodney            |                      |
| 2013 | Frankenstein's Army                           | Sacha             |                      |
| 2014 | Hercules: The Legend Begins                   | Agamemnon         |                      |
| 2018 | Dusty and Me                                  | Derek Springfield |                      |
| 2018 | Dead Birds                                    | Saint Sebastian   |                      |
| 2018 | Futures                                       | Teddy             | korte film           |

### Televisie
| Jaar      | Titel                       | Rol                | Opmerkingen                          |
| --------- | --------------------------- | ------------------ | ------------------------------------ |
| 2003-2004 | My dad's the Prime Minister | Lighthouse         |                                      |
| 2007      | Doctors                     | Luke Brown         | Aflevering: "Kiss and Tell"          |
| 2012      | Sherlock                    | Jonge politieagent | Aflevering: "A Scandal in Belgravia" |
| 2013      | Lightfields                 | Harry Dunn         |                                      |
| 2013      | Mrs Biggs                   | Gordon             |                                      |
| 2013-2014 | In the Flesh                | Kieren Walker      |                                      |
| 2014      | Suspects                    | Nate Turner        | 2 afleveringen                       |
| 2015      | Banana                      | Josh               |                                      |
| 2015      | From Darkness               | DS Anthony Boyce   |                                      |
| 2016      | To Walk Invisible           | George Smith       |                                      |
| 2017      | Death In Paradise           | Steve Thomas       | 2 afleveringen "Man Overboard"       |

### Stadium
| Jaar | Titel                                                                                       | Evenementenlocatie      |
| ---- | ------------------------------------------------------------------------------------------- | ----------------------- |
| 2001 | The Secret Garden                                                                           | RSC                     |
| 2006 | God Save The Teen                                                                           | National Youth Theatre  |
| 2011 | The Aliens                                                                                  | Trafalgar Studios       |
| 2012 | Finer Noble Gases                                                                           | Theater Royal Haymarket |
| 2012 | Antigone                                                                                    | Royal National Theatre  |
| 2013 | A Little Hotel on the Side                                                                  | Theatre Royal Bath      |
| 2015 | Teddy Ferrara                                                                               | Donmar Warehouse        |
| 2016 | The Intelligent Homosexual's Guide to Capitalism and Socialism with a Key to the Scriptures | Hampstead Theatre       |
| 2018 | Macbeth                                                                                     | RSC                     |
| 2018 | The Merry Wives of Windsor                                                                  | RSC                     |

### Radio
| Jaar | Titel                         | Kanaal      |
| ---- | ----------------------------- | ----------- |
| 1998 | De Greengage Summer           | BBC Radio 4 |
| 2003 | Jennings and Darbyshire       | BBC Radio 4 |
| 2005 | The Papers of AJ Wentworth    | BBC Radio 4 |
| 2011 | Do You Like Banana Comrades?  | BBC Radio 4 |
| 2015 | John Gabriel Borkman          | BBC Radio 4 |
| 2017 | Breaking up with Bradford     | BBC Radio 4 |
| 2018 | Neil Gaiman's Norse Mythology | BBC Radio 4 |

### Muziekvideo's
| Jaar | Titel           | Artiest       |
| ---- | --------------- | ------------- |
| 2015 | "Wherever I Go" | Mark knopfler |

## Prijzen en nominaties
| Jaar | Prijs                                 | Categorie    | Genomineerd werk | Resultaat   |
| ---- | ------------------------------------- | ------------ | ---------------- | ----------- |
| 2014 | 60e British Academy Television Awards | Beste acteur | In The Flesh     | Genomineerd |